# Сент-Бренданс
Сент-Бренданс (англ. St. Brendan's) — містечко в Канаді, у провінції Ньюфаундленд і Лабрадор.

## Населення
За даними перепису 2016 року, містечко нараховувало 145 осіб, показавши скорочення на 1,4%, порівняно з 2011-м роком. Середня густина населення становила 14,3 осіб/км².
З офіційних мов обидвома одночасно володіли 5 жителів, тільки англійською — 145.
Працездатне населення становило 64,7% усього населення, рівень безробіття — 27,3% (0% серед чоловіків та 33,3% серед жінок). 72,7% осіб були найманими працівниками, а 18,2% — самозайнятими.

## Клімат
Середня річна температура становить 4,2°C, середня максимальна – 18,6°C, а середня мінімальна – -9,3°C. Середня річна кількість опадів – 1 093 мм.
| Клімат поселення                              | Клімат поселення | Клімат поселення | Клімат поселення | Клімат поселення | Клімат поселення | Клімат поселення | Клімат поселення | Клімат поселення | Клімат поселення | Клімат поселення | Клімат поселення | Клімат поселення | Клімат поселення |
| Показник                                      | Січ.             | Лют.             | Бер.             | Квіт.            | Трав.            | Черв.            | Лип.             | Серп.            | Вер.             | Жовт.            | Лист.            | Груд.            |                  |
| Середній максимум, °C                         | −1,76            | −1,68            | 1,23             | 5,51             | 8,83             | 12,93            | 17,85            | 18,61            | 15,13            | 10,30            | 5,63             | 0,59             |                  |
| Середня температура, °C                       | −5,51            | −5,44            | −2,53            | 1,76             | 5,10             | 9,18             | 14,48            | 15,26            | 11,79            | 6,99             | 2,28             | −2,75            |                  |
| Середній мінімум, °C                          | −9,26            | −9,16            | −6,28            | −1,96            | 1,34             | 5,41             | 11,14            | 11,93            | 8,43             | 3,61             | −1,09            | −6,11            |                  |
| Норма опадів, мм                              | 88               | 88               | 79               | 79               | 83               | 90               | 86               | 86               | 110              | 108              | 96               | 100              |                  |
| Середньомісячна швидкість вітру, м/с          | 5.55             | 5.40             | 5.40             | 5.35             | 5.00             | 4.80             | 4.50             | 4.60             | 5.09             | 5.40             | 5.50             | 5.60             |                  |
| Середньомісячна сонячна радіація, кДж/м²·день | 3843             | 6771             | 10731            | 14178            | 17120            | 19019            | 18926            | 15875            | 11726            | 6890             | 3949             | 2916             |                  |
| --------------------------------------------- | ---------------- | ---------------- | ---------------- | ---------------- | ---------------- | ---------------- | ---------------- | ---------------- | ---------------- | ---------------- | ---------------- | ---------------- | ---------------- |
| Джерело:                                      |                  |                  |                  |                  |                  |                  |                  |                  |                  |                  |                  |                  |                  |